# Chloris chloris en cautividad
El verderón común (Chloris chloris) es un pequeño pájaro cantor del orden de los Passeriformes y de la familia Fringillidae (como los pinzones). Es una especie común en la Península ibérica.

## Historia
No sé sabe con exactitud cuando empezó la cría en cautividad de este fringílido pero se estima que ya se criaba antes de la década de 1960 en Europa, especialmente en Inglaterra.

## Vida en cautividad

### Reproducción
Una pareja necesita al menos una jaula de un metro de longitud o mayor. No es bueno alojarlos en un espacio más reducido porque pueden aparecer problemas de agresividad entre ellos. La voladera es más recomendable porque incluso se puede poner un macho con dos hembras al mismo tiempo.
Comienza a mediados de febrero, se les separa con una rejilla divisoria para que vayan conociéndose. En marzo se quita la rejilla, pero si no se llevan muy bien se les vuelve a separar y se intenta de nuevo a juntarlos pasadas dos semanas. En el momento en que la hembra solicite alimento al macho y éste se lo ofrezca se les proporciona un nido y material para que lo rellenen. El nido se coloca en un extremo del frontal de la jaula camuflado por afuera con plantas de plástico. Utilizan hilos de saco de arpillera de unos 10 cm de longitud y lo terminan de rellenar con pelo de cabra principalmente. Si hubiera ocasión, sería muy útil darles el material de un nido encontrado en la naturaleza pero con la precaución de hervirlo para eliminar cualquier parásito y luego dejarlo secar al sol. La puesta es de cuatro a cinco huevos. No es necesario reemplazarlos por otros de plástico porque ella empieza a incubarlos al poner el último huevo. Se pueden dar situaciones de agresividad del macho en que los rompa.
Los polluelos nacen a los trece días y abandonan el nido entre los catorce y quince días pero, a veces, regresan de nuevo a dormir. Cinco días más tarde se les vuelve a colocar la rejilla de separación dejando la pareja a un lado con un nuevo nido y a las crías en el otro lado. Ellas seguirán pidiendo el alimento a sus padres y no sufrirán agresiones por parte del macho o que la hembra les arranque las plumas.
Cumplidos treinta días de edad se les saca definitivamente de la jaula. Conviene agruparlos por edades, en grupos de cinco o seis, en voladeras espaciosas.

### Alimentación
A base de una buena mezcla de semillas según la época del año. Se complementa con fruta o verdura una o dos veces por semana.
| Tipo de semilla | Nombre científico    | Porcentaje |
| --------------- | -------------------- | ---------- |
| Alpiste         | Phalaris canariensis | 60 %       |
| Perilla blanca  | Perilla frutescens   | 15 %       |
| Cardo           | Cirsium vulgare      | 4 %        |
| Lechuga blanca  | Lactuca sativa       | 4 %        |
| Linaza          | Linum usitatissimum  | 4 %        |
| Nabo            | Brassica rapa        | 4 %        |
| Cañamón         | Cannabis sativa      | 3 %        |
| Girasol         | Helianthus annuus    | 2 %        |

Durante la cría, aparte de la mezcla de semillas indicadas en la tabla inferior, su dieta se complementa con otros alimentos según el momento en el que esté la cría.
- Comienzo

Complejo vitamínico, fruta o verdura día si y día no. Pasta de cría seca mezclada con semillas germinadas los días alternos.
- Construcción del nido

Añadir huevo cocido a la mezcla de pasta de cría seca con semillas germinadas.
- Incubación

Solamente la mezcla de semillas y cada dos o tres días algo de verdura o fruta.
- Nacimiento

Pasta de cría seca mezclada con semillas germinadas alternando con otra pasta de cría seca con huevo cocido, yema, clara y cáscara. Una hoja de lechuga por las mañanas y una rodaja de manzana por las tardes.
- Salida del nido

Pasta de cría seca con semillas germinadas alternando con otra con pasta seca sin añadidos.
| Tipo de semilla | Nombre científico    | Porcentaje |
| --------------- | -------------------- | ---------- |
| Alpiste         | Phalaris canariensis | 40 %       |
| Lechuga blanca  | Lactuca sativa       | 20 %       |
| Nabo            | Brassica rapa        | 10 %       |
| Perilla         | Perilla frutescens   | 10 %       |
| Negrillo        | Guizotia abyssinica  | 10 %       |
| Girasol         | Helianthus annuus    | 10 %       |